# Mohnaci, Ripkî
Mohnaci (în ucraineană Мохначі) este localitatea de reședință a comunei Mohnaci din raionul Ripkî, regiunea Cernihiv, Ucraina.

## Demografie
Componența lingvistică a localității Mohnaci
     Ucraineană (98,13%)
     Rusă (1,4%)
     Alte limbi (0,47%)
Conform recensământului din 2001, majoritatea populației localității Mohnaci era vorbitoare de ucraineană (98,13%), existând în minoritate și vorbitori de rusă (1,4%).